# Malawi aux Jeux olympiques d'été de 2016
Le Malawi participe aux Jeux olympiques d'été de 2016 à Rio de Janeiro au Brésil du 5 août au 21 août. Il s'agit de sa 10e participation à des Jeux d'été.

## Athlétisme
| Athlète         | Épreuve         | Séries         | Séries | Finale        | Finale  |
| Athlète         | Épreuve         | Temps          | Rang   | Temps         | Rang    |
| --------------- | --------------- | -------------- | ------ | ------------- | ------- |
| Kefasi Chitsala | 5 000 mètres    | 14 min 52 s 89 | 23e    | Éliminé       | Éliminé |
| Tereza Master   | Marathon femmes | NC             | NC     | 2 h 48 min 34 | 98e     |

## Natation
| Athlète     | Épreuve                | Séries  | Séries | Demi-finales | Demi-finales | Finale   | Finale   |
| Athlète     | Épreuve                | Temps   | Rang   | Temps        | Rang         | Temps    | Rang     |
| ----------- | ---------------------- | ------- | ------ | ------------ | ------------ | -------- | -------- |
| Brave Lifa  | 50 m nage libre hommes | 28 s 54 | 83e    | Éliminé      | Éliminé      | Éliminé  | Éliminé  |
| Zahra Pinto | 50 m nage libre femmes | 30 s 32 | 71e    | Éliminée     | Éliminée     | Éliminée | Éliminée |

## Tir à l'arc
| Athlète      | Compétition       | Tour préliminaire | Tour préliminaire | 1er tour                          | 2e tour          | 3e tour          | Quarts de finale | Demi-finales     | Finale           | Finale |
| Athlète      | Compétition       | Score             | Rang              | Adversaire Score                  | Adversaire Score | Adversaire Score | Adversaire Score | Adversaire Score | Adversaire Score | Rang   |
| ------------ | ----------------- | ----------------- | ----------------- | --------------------------------- | ---------------- | ---------------- | ---------------- | ---------------- | ---------------- | ------ |
| Areneo David | Individuel hommes | 603               | 62e               | Battu par David Pasqualucci 0 - 6 | non qualifié     | non qualifié     | non qualifié     | non qualifié     | non qualifié     | 37e    |